# Walt Kirk
Walton Denny Kirk jr., detto Walt (Mount Vernon, 3 settembre 1924 – Dubuque, 12 dicembre 2012), è stato un cestista e allenatore di pallacanestro statunitense, professionista nella NBL, nella BAA, nella NBA e nella NPBL.

## Carriera

### High school e college
Fu una stella a livello liceale alla Mount Vernon High School, e venne inserito nell'All-State First Team nel 1942. Giocò poi a livello NCAA alla University of Illinois at Urbana-Champaign, dove vinse due titoli della Big 10. Nella stagione 1944-45 fu miglior realizzatore della squadra e venne nominato All-American. Alla fine della stagione venne richiamato nell'esercito. Tornò a Illinois per la stagione da senior, nel 1946-47.

### NBL, BAA e NBA
Debuttò come professionista nella NBL con i Fort Wayne Pistons nel 1947-48.
L'anno successivo si trasferì con la squadra nella BAA. Venne ceduto nel dicembre 1948 agli Indianapolis Jets insieme a Ralph Hamilton e Blackie Towery in cambio di Bruce Hale e John Mahnken. Nelle 35 partite disputata a Indianapolis realizzò una media di 10,8 punti.
Nella stagione 1949-50, con la lega rinominata NBA, passò agli Anderson Packers ma venne nuovamente ceduto a dicembre, questa volta ai Tri-Cities Blackhawks in cambio di Red Owens.
Dopo una stagione nella NPBL, ritornò nella NBA nel 1951-52, segnando 10,1 punti in 11 partite per i Milwaukee Hawks.
Fu la sua ultima stagione da professionista.
Dopo il ritiro divenne allenatore, insegnante e dirigente scolastico in diverse high school dell'Illinois e dell'Iowa, fino al 1986, quando andò in pensione.
La sua maglia n°14 è esposta alla Assembly Hall, tra le maglie dei grandi giocatori dei Fighting Illini.